# Saletto (Vigodarzere)
Saletto è una frazione del comune italiano di Vigodarzere, nella provincia di Padova, in Veneto.

## Origini del nome
Il toponimo, molto diffuso in Veneto, sembra rimandare ad un bosco di salici (in lingua latina salictum), ma non si può escludere una derivazione da sala, che in lingua longobarda indicava un centro amministrativo. Alla presenza dei Longobardi potrebbero alludere anche il patrono san Silvestro e il compatrono san Giorgio.
In passato fu nota con l'appellativo "d'oltre Brenta" per distinguerla da Saletto "di Montagnana" (attuale Saletto di Borgo Veneto).

## Monumenti e luoghi d'interesse

### Parrocchiale di San Silvestro
Una chiesa a Saletto è documentata sin dal XII secolo. Notizie più precise si hanno nel 1297, quando la chiesa di San Silvestro è annoverata tra le dieci cappelle dipendenti dalla pieve di Torre.
Date le pessime condizioni, il luogo sacro fu profondamente rinnovato tra il 1867 e il 1876, cui seguirono ulteriori interventi nel corso del Novecento. Il campanile attuale è del 1858.
Vi si conserva un dipinto con la Deposizione di Gesù; si tratta di una copia secentesca dell'opera che Niccolò Frangipane aveva realizzato nel 1593 per la basilica dei Frari. Di fattura ottocentesca è un dipinto del presbiterio raffigurante i Santi Silvestro, Antonio di Padova e santa Giustina. Si cita inoltre la pala che orna l'altare dell'Educazione della Vergine (Sant'Anna insegna a leggere a Maria), realizzato nel 1925 da Bernardino Palazzi.
Le decorazioni della volta e del soffitto spettano a Giovanni Vianello, il più conosciuto artista padovano di inizio Novecento. Sul soffitto due riquadri rappresentano rispettivamente San Silvestro in preghiera e Leone XIII ai piedi della Vergine con Bambino e santi; sull'intradosso i quattro tondi con gli evangelisti recano la scritta "Novembre 1900". Vedi: P. Franceschetti, Giovanni Vianello (Padova 1873-1926). Maestro di Casorati e Cavaglieri, Castelfranco Veneto, On Demand editions, 2015, pp. 51-52.  
Durante gli ultimi restauri, conclusi nel 2015, sono riemerse le tracce delle decorazioni settecentesche del soffitto e del presbiterio.

### Villa Trevisan, Romanin, Gomiero
Si trova nel cuore dell'abitato, delimitata da via Marconi e via da Vinci.
Come dimostrano le ricerche di Alessandro Baldan, la villa è attestata già nel 1544, quando era proprietà di Antonio e Pantaleon Trevisan. Nel 1685, per via matrimoniale, passò alla famiglia Pisani, per poi tornare ai Trevisan fino al 1809, quando fu acquisita da Lorenzo Memmo. Divenuta in seguito dei Romanin, oggi è dei Gomiero.
La componente più interessante del complesso è costituita dal palazzo padronale, un edificio a pianta quadrata coronato da una sopraelevazione centrale con timpano triangolare, raccordata alla cornice di gronda da volute. Questo elemento determina la simmetria del fronte principale - a sud - che è impostata su sette assi, con il salone centrale passante illuminato dal portale architravato e da una coppia di finestre per parte; anche le camere laterali presentano una doppia finestra. Al centro del piano nobile una portafinestra archivoltata si affaccia su un poggiolo in pietra con balaustra a colonnine. Archivoltata è pure la finestra della sopraelevazione, anch'essa rivolta a una balaustra a colonne. I pieni del fronte principale sono sottolineati da riquadri colorati. Il fronte nord è decisamente più modesto: mancano i riquadri e le aperture della sopraelevazione sono tamponate.
I due rustici annessi, sui lati nord ed est, sono stati notevolmente modificati (uno ospita un negozio con una grande vetrina) ed è andata quindi perduta l'unitarietà del complesso. Di un certo interesse il giardino, che si sviluppa sul lato verso il Brenta, piantumato con alberi ad alto fusto.

### Villa Tron, Giacomelli, Asti
Sorge nel centro abitato lungo via Marconi, a sudest della chiesa.
Le prime notizie risalgono a una Condizion del 1661, in cui Loredana Mocenigo, vedova di Nicolò Tron, dichiarava di essere proprietaria di un «casino e casa di lavoratori, e campi 7». Oggi la villa è della famiglia Asti.
Il complesso è introdotto da una lunga strada alberata che attraversa il parco antistante. In origine il viale era più corto poiché l'odierna via Marconi scorreva più a est, dividendo la villa dalla sua campagna.
La casa padronale ha pianta quadrangolare e si sviluppa su due livelli poggianti su uno zoccolo, rivolgendo il fronte principale a ovest, verso la strada. Organizzata secondo il tradizionale schema tripartito, con salone passante al centro, in corrispondenza di quest'ultimo si innalza ulteriormente con una sopraelevazione timpanata.
La forometria della facciata si basa su cinque assi. Le aperture sono architravate, ad eccezione di quelle centrali del piano nobile e della sopraelevazione, archivoltate con lunetta oggi tamponata.
Gli interni conservano ancora le strutture originali: pavimento in terrazzo veneziano, solai in travatura lignea alla sansovina e scala in pietra.
Al palazzo si aggiunge una costruzione rettangolare a nord, già casa del fattore, e una barchessa porticata a sud, quest'ultima ridotta in rovina dopo un incendio.